# Cannibal Love - Mangiata viva
Cannibal love - Mangiata viva (Trouble Every Day) è un film del 2001 diretto da Claire Denis.
Il film è stato presentato fuori concorso al Festival di Cannes ed è uscito in edizione italiana nel 2005 direttamente in DVD

## Trama
Il Dr. Shane si trova in viaggio di nozze a Parigi con la moglie June. Il suo vero obiettivo non è però una visita turistica della città, ma incontrare il ricercatore Leo Semeneau, bandito dalla comunità scientifica a causa delle sue ricerche estreme sul cervello umano.
Shane era stato infatti, assieme alla moglie di Semeneau, una cavia dell'esperimento del ricercatore che mirava a ottenere l'aumento della libido, ma oltre a questo aveva avuto come effetto collaterale l'insorgere di cannibalismo durante l'accoppiamento.